# Rodriguez Endre
Rodriguez Endre, Rodriguez André (Budapest, 1899. április 28. – München, 1975. augusztus 5.) filmrendező.

## Élete
Szülei dr. Rodriguez Béla pénzügyminisztériumi titkár (1914-ben az orosz fronton esett el) és Hlavács Olga tanítónő. Öccse Barsi (Rodriguez) Ödön rádiórendező, író. Katonai pályára készült, a Ludovika Akadémiára járt. 1917-ben harcolt az első világháborúban, a Piávén való átkelés során megsebesült.
1920-ban beiratkozott Rákosi Szidi színiiskolájába. Bécsben és Berlinben színészként lépett fel, majd filmgyári gyakornok és rendezőasszisztens volt. Bécsben a némafilm időszakában Deésy Alfréd mellett dolgozott. 1927-ben együtt rendezték A villamosszék árnyékában című filmet, amely a Sacco és Vanzetti-perről készült. 1936-ban visszatért Magyarországra és egy évig a Nemzeti Színház Kamaraszínházának volt titkára, majd folytatta filmművészeti pályáját és hamarosan a korszak ismert rendezője lett. Öccsével, Barsi Ödönnel több bűnügyi regény társszerzője E. A. Rodriguez álnéven. Néhány filmben forgatókönyvíróként és gyártásvezetőként is közreműködött. 1943-ban nagy sikert aratott a Kalotaszegi Madonna című filmjével. Ő rendezte az első Sárdy János filmet (Te vagy a dal), az Eötvös József regényéből (A Karthauzi) készült Néma kolostort, az első bolgár hangosfilmet (Izpitanie – Alkalom) magyar koprodukcióban és Karády Katalin kémfilmjét (Machita).
1945 után főként oktató- és dokumentumfilmeket készített. Az ötvenes években a közlekedésügyi minisztérium filmosztályát vezette. 1956-ban elhagyta az országot és Dániába ment, ahol újból játékfilmet rendezett. Később a nyugatnémet televízió számára készített dokumentumfilmeket. 1985 óta vetítik filmjeit újra Magyarországon, néhányat DVD-n is kiadtak.

## Filmjei

### Játékfilmek
- Varjú a toronyórán (1938, Keleti Mártonnal)
- Bors István (1938–39)
- Rajkó rapszódia (1939, rövid)
- Mátyás rendet csinál (1939, művészeti vezető)
- Ismeretlen ellenfél (1940)
- Te vagy a dal (1940, Deésy Alfréddal)
- Elkésett levél (1941)
- Lesz, ami lesz (1941)
- Néma kolostor (1941)
- A karthausi (1941)
- Életre ítéltek (1942)
- Akit elkap az ár (1942)
- Alkalom (1942)
- Férfihűség (1942, Daróczy Józseffel és Nagyiványi Zoltánnal)
- Machita (1942)
- Jelmezbál (1942)
- Éjféli gyors (1943)
- Boldog idők (1943)
- Kalotaszegi Madonna (1943)
- Heten, mint a gonoszok (1943)
- Ung kaerlighed (1958, Dániában)

### Dokumentumfilmjei
- Norma (1949)
- Szárnyas fiatalok (1949)
- Robbanómotorok (1949)
- Váltóőri szolgálat (1950)
- Hódítsátok meg a levegőt (1950)
- Szabadságunk születésnapja (1950)
- Kocsiforduló (1950)
- Bejárat visszavonás (1950)
- Alumínium (1950)
- Előkészületek a téli szolgálatra (1950)
- A Föld mozgása a Naprendszerben (1950)
- Hogyan készül az acél I-II. (1951)
- Fűtsünk takarékosan (1951)
- Építsük újjá Szarvastó vasútját (1951)
- Silózás (1951)
- Egyedi takarmányozás (1951)
- Harc a TBC ellen (1951)
- A textilipar harca a minőségért (1951)
- A repülés elmélete (1952)
- Gőzmozdony üzemben (1952)
- Gőzmozdony fűtőházi ellenőrzése (1952)
- Kazánmosás és korszerű kazánkő elhárítás (1952)
- Az elektromos áram hatása (1952)
- Téli szolgálat (1952)
- Körúti tánc (1952)
- Fatakarékosság a bányában (1953)
- A rádió működése (1953)
- 500-as mozgalom (1953)
- A repülés elmélete (1953)
- Ásványkincseink nyomában (1953)
- A tiszalöki vízierőmű kisminta kísérlete (1953)
- Vasmacska (1954)
- Elegyrendezés gurítódombos pályaudvaron (1954)
- Tél a Balatonon (1954)
- Cipőfolt varrás legjobb módszerei (1954)
- Egy kis meglepetés (1955)

## Meg nem valósult filmforgatókönyvei
- A nagy kalandor (193?)
- A plasztikában végződik (A rejtekajtó) (193?)